# Strv m/42
Strv m/42 —  шведський  середній танк періоду  Другої світової війни. Розроблений фірмою Landsverk AB в 1941–1942 роках на основі  легкого танка Strv m/40. У 1943–1944 роках було випущено 282 Strv m/42 в декількох варіантах. Танк довгий час становив основу танкового парку Швеції. У 1957 році Strv m/42 були модернізовані шляхом установки нової башти з довгоствольною 75-мм гарматою, отримавши позначення Strv 74. У такому вигляді вони залишалися на озброєнні шведської армії до кінця  1970-х років.

## Модифікації
- Strv m/42TM — варіант з парою двигунів Scania-Vabis L-603 потужністю 160 к.с. кожен і електротрансмісією. Випущено 100 одиниць
- Strv m/42TH — варіант з парою двигунів Scania-Vabis L-603 потужністю 160 к.с. кожен і гідравлічною трансмісією. Випущено 125 одиниць
- Strv m/42EH — варіант з двигуном Volvo A8B потужністю 380 к.с. і гідравлічною трансмісією. Випущено 57 одиниць

## Опис конструкції
Strv m/42 мав відділення управління в лобовій, бойове відділення — у середній та моторно-трансмісійне відділення — в кормовій частині машини. Штатний екіпаж Strv m/42 складався з чотирьох чоловік.